# Нова Мала
Нова Мала је приградско насеље у Пироту. 

## Историјат
Етногеографска целина Нова Мала налази се јужно од Пирота и данас је његов део. Она је најпре била турски чифлик са десетак домаћинстава, која је Мустафа-ага доселио са разних страна и населио око своје куле, да би затим постала село које врло брзо расте досељавањем са свих страна из ближе и даље околине и које се све више спаја са Пиротом. По ослобођењу од Турака, у Нову Малу се доселило свих пет домаћинстава из Дебриног чивлика (Ташкове, Гацине, Љубине, Ђелине, Радине), који је био на самом рубу новомалског атара. Велика мешавина досељеника, настајала у времену много дужем од једног века, дуго је живела претежно од пољопривреде на самом рубу града и има посебне етнолошке одлике знатно различите од Пирота. Новомалци са поносом истичу своју припадност и углавном знају границе своје Нове Мале у односу на Пирот у ужем смислу и на Рогоз - насеље јужно од ње. 
Казивања о настанку насеља, врло разноврсна и каткада противуречна, сва заједно дају јасну слику настанка Нове Мале: 1. Прво само десетина кuће биле: Ристине, Џинђине, Ћирине, па се после досељувал народ од све стране. Неје било турсћи чивлик., Надежда Костић, 1932. 2. Моји преци, деда-Стојан некој, живели поред Кавак, поред сам извор. И некој ђи уплаши да че да избије тај вода и да че ђи потопи. И дојду на овија плац, овам смо држали стоку, и тува се населе. И тува настане после Нова Мала. А деда на Мику млекара се досели из Добродол. Купи големu парцелу па одвоји за два сестрића, те се и они населе. Они су одма над Мику. А Попови што су, друга добродолска фамилија, дошли су и они у исто време овам., Ђорђе Ђорђевић, 1933. 3. Бил турсћи чивлик изнад Кавак, према Држинсћи стари пут, па била колера. И побегли куде је са крс, окол крсат се населили. Тува је текал Кавак, па се населили лево и десно од водуту., Петар Манић, 1937. 5. Чул сам од башту и деду, и од друђи, да је Нова Мала постара од Пирот и да је била куде је Бундина воденица на Кавак., Јовица Стојановић, 1956. 
Највећи део новомалског атара има релативно плодну земљу и обиље воде, што га чини погодним не само за ратарске и повртарске културе већ и за производњу сточне хране. Знатан број новомалских фамилија и старих и досељеничких, бави се говедарством и овчарством користећи пашу на обронцима насеља Божурато и Барје. Новомалски разносачи млека су снабдевали бројне породице у Пироту и остваривале значајне приходе. Велики број домаћинстава бавио се повртарством, виноградарством и воћарством, и снабдевао градску пијацу. Било је и пет-шест фијакериста из Нове Мале. 
Уочи Првог светског рата имала је преко 200 домова и преко хиљаду становника.